# Ormetica flavobasalis
Ormetica flavobasalis là một loài bướm đêm thuộc phân họ Arctiinae, họ Erebidae.